# Giorgi Daraselia
Giorgi Daraselia (gruz. გიორგი დარასელია, ur. 17 września 1968 w Senaki) – gruziński piłkarz występujący na pozycji pomocnika. Trener piłkarski.

## Kariera klubowa
Daraselia karierę rozpoczynał w sezonie 1988 w zespole Torpedo Kutaisi, grającym w trzeciej lidze ZSRR. W debiutanckim sezonie awansował z nim do drugiej ligi. W trakcie sezonu 1989 przeszedł do pierwszoligowego Dinama Tbilisi. Po jego zakończeniu wrócił do Torpeda, z którym od sezonu 1990 pod nazwą FC Kutaisi występował w nowo powstałej pierwszej lidze gruzińskiej. Przed sezonem 1992/1993 klub wrócił do nazwy Torpedo.
W 1993 roku Daraselia przeszedł do Kolcheti 1913 Poti. W sezonie 1993/1994 wywalczył z nim wicemistrzostwo Gruzji. W 1995 roku odszedł do FC Samtredia, ale po jednym sezonie wrócił do Kolcheti, z którym w sezonie 1996/1997 ponownie został wicemistrzem Gruzji.
W 1997 roku Daraselia został graczem izraelskiego Hapoelu Tel Awiw. W sezonie 1997/1998 wywalczył z nim wicemistrzostwo Izraela, po czym wrócił do Gruzji, gdzie został zawodnikiem Iberii Samtredia. Na początku 1999 roku przeszedł do izraelskiego Hapoelu Cafririm Holon. Po sezonie 1998/1999 przeszedł do Hapoelu Kefar Sawa. W sezonie 1999/2000 spadł z nim pierwszej ligi do drugiej, jednak w sezonie 2001/2002 wywalczył awans z powrotem do pierwszej. Wówczas Daraselia odszedł z klubu.
Grał jeszcze w drugoligowych zespołach Maccabi Kefar Kanna oraz Hapoel Cafririm Holon, gdzie w 2003 roku zakończył karierę.

## Kariera reprezentacyjna
W reprezentacji Gruzji Daraselia zadebiutował 2 lipca 1991 w wygranym 4:2 towarzyskim meczu z Mołdawią. To spotkanie nie zostało jednak uznane przez FIFA, jako że Gruzja nie była jeszcze wówczas jej członkiem. Przystąpiła do niej 1992 roku, a pierwszy mecz w reprezentacji pod egidą FIFA, Daraselia rozegrał 2 września 1992 przeciwko Litwie (0:1, mecz towarzyski). 17 września 1992 w wygranym 6:3 towarzyskim pojedynku z Azerbejdżanem strzelił swojego jedynego gola w kadrze.
W latach 1992–1999 w drużynie narodowej rozegrał 8 spotkań.